# Loppiano
Loppiano é um pequeno vilarejo italiano onde vivem cerca de 800 pessoas de diferentes nações, culturas, credos e raças.

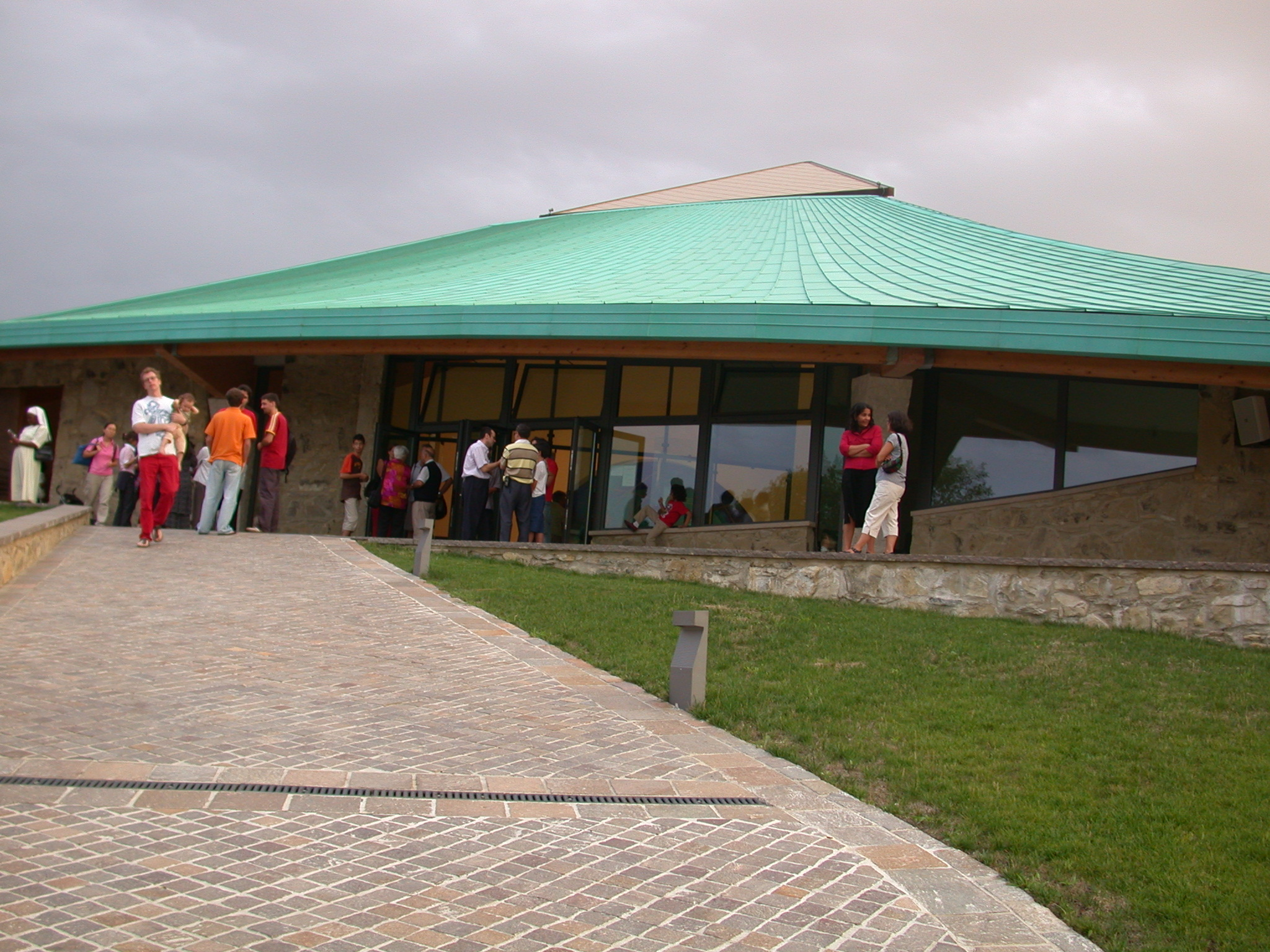
Santuário de Maria Teótoco